# Luis Teodorico Stöckler
Luis Teodorico Stöckler (ur. 12 kwietnia 1936 w Eichelborn) – niemiecki duchowny rzymskokatolicki, biskup i misjonarz w Argentynie.
Święcenia prezbiteratu przyjął 17 grudnia 1960 i został inkardynowany do archidiecezji Paderborn. W 1970 rozpoczął pracę w Argentynie, w diecezji Lomas de Zamora. 21 listopada 1985 został mianowany biskupem Goya. Święceń biskupich udzielił mu Desiderio Elso Collino, ówczesny biskup Lomas de Zamora. 25 lutego 2002 Jan Paweł II przeniósł go do diecezji Quilmes. 12 października 2011 Benedykt XVI przyjął jego rezygnację z urzędu, złożoną ze względu na osiągnięcie wieku emerytalnego.